# William Ross (wioślarz)
William MacPherson "Bill" Ross (ur. 29 lipca 1900 w Acton, zm. 14 czerwca 1992 w Toronto) – kanadyjski wioślarz i urzędnik, brązowy medalista olimpijski.
Wystąpił na igrzyskach olimpijskich w Amsterdamie w 1928, gdzie Kanadyjczycy w składzie: Frederick Hedges, Frank Fiddes, John Hand, Herbert Richardson, Jack Murdoch, Athol Meech, Edgar Norris, William Ross i John Donnelly (sternik) zdobyli brązowy medal w ósemkach. W półfinale walkę o awans przegrali o 1,8 sekundy z reprezentacją USA, która ostatecznie zdobyła złoty medal. Był to jego jedyny start olimpijski.
Reprezentował barwy Argonaut Rowing Club.
Po zakończeniu kariery był trenerem w rodzimym klubie. Następnie został działaczem, był między innymi prezydentem Canadian Association of Amateur Oarsmen.